# Google Closure Tools
Gugl alati za zatvaranje predstavljaju komplet alata koji služe programerima za razvijanje bogatih aplikacija koristeći JavaSkript .Razvijeni su od strane Gugl-a za upotrebu u njihovim veb aplikacijama kao što su Gmail, Google Docs i Google Maps.

## Kompajler za zatvaranje
Kompajler za zatvaranje je alat koji čini JavaSkript preuzimanje bržim i efikasnijim. Ne kompajlira sa JavaSkript koda na mašinski kod, već kompajlira sa JavaSkript koda u efikasniji JavaSkript kod. Raščlani JavaSkript kod, analizira ga, uklanja takozvani mrtav kod i prepisuje i minimizira šta je ostalo. Takođe proverava sintaksu, tipove i upozorava na česte JavaSkript greške. Podržava transkompajliranje nekih ECMAScript 6 kodova u ECMAScript 3, tako da programeri mogu pisati Javaskript koji koristi ove karakteristike i pokrenu ih u brauzerima i drugim okruženjima koja ih još uvek ne podržavaju. Kompajler je obezbeđen na sledeće načine:
- Command-line:
  - Ova Java aplikacija moze biti pozvana iz komandne linije i prolazi kroz listu JavaSkript fajlova za kompilaciju.
- Interactive-way:
  - Sajt kompajlera za zatvaranje Архивирано на веб-сајту  (20. јун 2013) obezbeđuje korisnicima da mogu uneti JavaSkript kod i vebsajt će odgovoriti optimiziranim JavaSkript kodom koji korisnici mogu kopirati i dalje koristiti.
- HTTP POST API

## Biblioteka zatvaranja
Biblioteka zatvaranja je JavaSkript biblioteka napisana specijalno da iskoristi Kompajler za zatvaranje, bazirana na modularnoj arhitekturi.

## Šablon zatvaranja
Sablon zatvaranja je sistem šablona za dinamičko generisanje HTML-a i u JavaSkriptu i u Javi.

## Stilovi zatvaranja
Ovo je kompajler koji obezbeđuje proširenu verziju [CSS]-a, koja je kompilacijom svedena na klasicni CSS.